# Altillac
Altillac (Altilhac auf Okzitanisch) ist eine französische Gemeinde mit 827 Einwohnern (Stand 1. Januar 2022) im Département Corrèze in der Region Nouvelle-Aquitaine. Die Einwohner nennen sich Altillacois(es).

## Geografie
Die Gemeinde liegt im Zentralmassiv am linken Ufer der Dordogne im unteren Teil der Xaintrie. Die Präfektur des Départements, Tulle, befindet sich etwa 40 Kilometer nördlich und Argentat gut zehn Kilometer nordöstlich sowie Beaulieu-sur-Dordogne rund einen Kilometer westlich.
Nachbargemeinden von Altillac sind Bassignac-le-Bas im Norden, Reygade im Nordosten, Mercœur im Osten, Gagnac-sur-Cère im Süden, Astaillac im Südwesten, Beaulieu-sur-Dordogne im Westen sowie Brivezac im Nordwesten.

## Wappen
Beschreibung: Im roten Schild drei fünfstrahlige goldene Sterne balkenweis im Schildhaupt und in Blau mit Wellenbord ein aufrechter goldener Wolf.

## Geschichte
Steinerne Zeugen wie neolithische Großsteingräber belegen schon eine vorgeschichtliche Besiedlung des Gemeindegebietes. Doch erst in gallisch-römischer Zeit entwickelte sich später ein Gemeinwesen unter dem Namen Altillac, dessen etymologische Wurzeln im Lateinischen Altus Locus liegen und Hoher Ort bedeuten. Danach in karolingischer Zeit wurde Altillac zu einem Sitz einer Viguerie.
Während des Zweiten Weltkrieges, am 28. Mai 1942, wurde das Château du Doux vom Regionalpräfekten in Limoges als Internierungslager für jüdische Familien requiriert.

## Einwohnerentwicklung
| Jahr      | 1962 | 1968 | 1975 | 1982 | 1990 | 1999 | 2007 | 2017 |
| Einwohner | 743  | 762  | 720  | 791  | 824  | 800  | 844  | 861  |

## Sehenswürdigkeiten

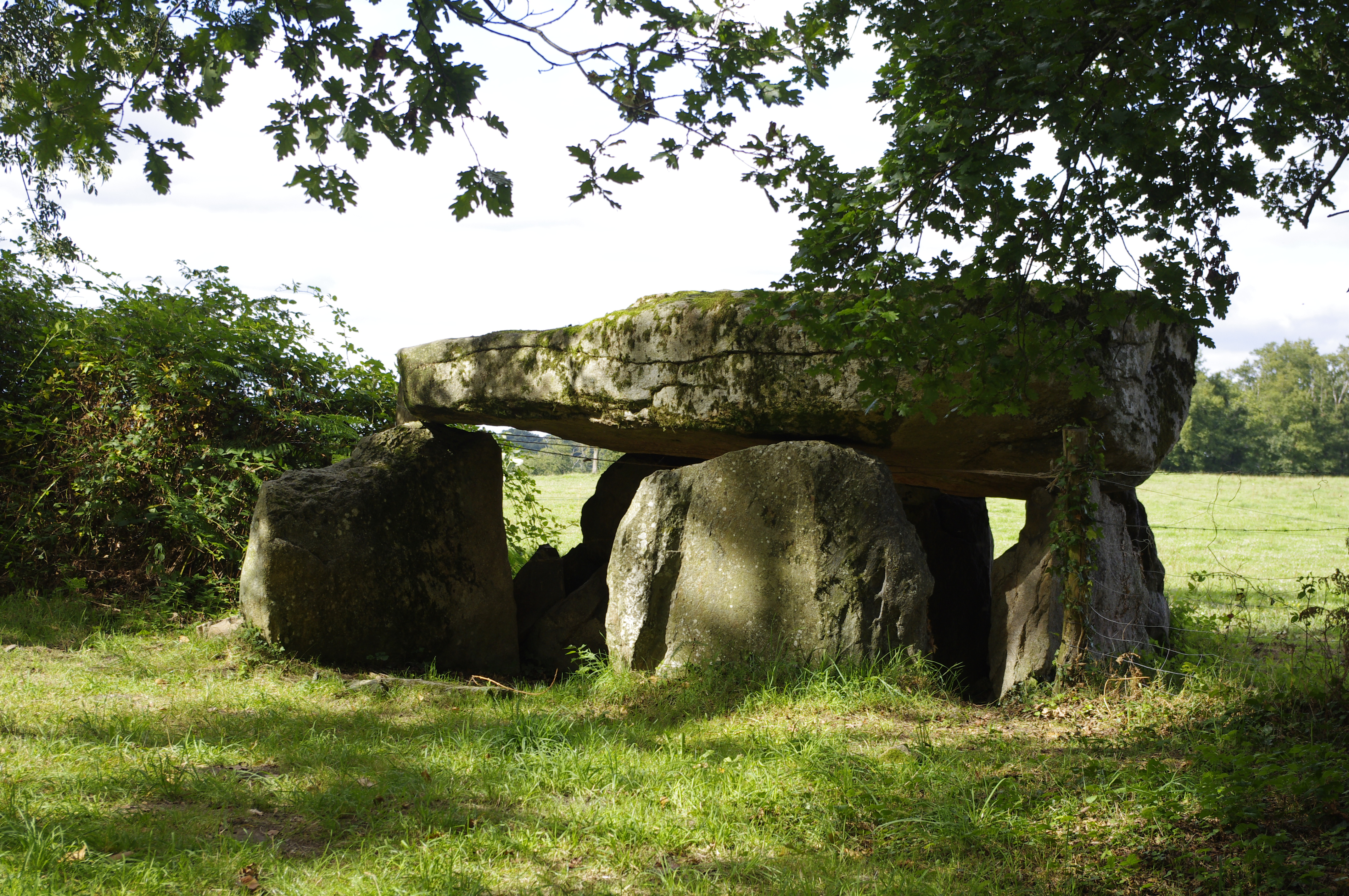
Dolmen de La Borderie

- Dolmen de La Borderie: neolithisches Großsteingrab in noch gutem Zustand[4]
- Kirche Saint-Étienne: aus dem 16. Jahrhundert mit Turm aus dem 14. Jahrhundert, als Monument historique klassifiziert
- Château du Doux: ein Luxushotel, erbaut in den Jahren 1904–1906

## Persönlichkeiten
- Marcel Conche (1922–2022), Philosoph
- Adolphe Marbot (1781–1844), General
- Jean-Antoine Marbot (1754–1800), General und Politiker
- Marcellin Marbot (1782–1854), General